# (464599) 2016 CC121
(464599) 2016 CC121 es un asteroide perteneciente al cinturón de asteroides, descubierto el 21 de noviembre de 2005 por el equipo Spacewatch desde el Observatorio Nacional de Kitt Peak (Arizona, Estados Unidos).